# Suva Reka (kommunhuvudort)
Suharekë (albanska: egentliga namn "Thërande" men kallas Suharekë, serbiska: Сува Река, albanska: Suharekë, Lumthatë) är en kommunhuvudort i Kosovo. Den ligger i den södra delen av landet, 40 km sydväst om huvudstaden Prishtina. Suharekë ligger 387 meter över havet och antalet invånare är 72 229.
Terrängen runt Suharekë är kuperad åt nordost, men åt sydväst är den platt. Suharekë ligger nere i en dal. Runt Suhakrekë är det ganska tätbefolkat, med 222 invånare per kvadratkilometer. Närmaste större samhälle är Prizren, 17,5 km söder om Suharekë. Trakten runt Syharekë består till största delen av jordbruksmark.